# Thomas Gibson-Carmichael, I barone Carmichael
Thomas David Gibson-Carmichael, I barone Carmichael (Edimburgo, 18 marzo 1859 – Londra, 16 gennaio 1926) è stato un politico e funzionario britannico.

## Biografia
Carmichael era il primogenito del reverendo presbiteriano sir William Henry Gibson-Carmichael, X baronetto Carmichael, e di Eleanora, figlia di David Anderson, avvocato scozzese; fu educato al St John's College, Cambridge; succedette a suo padre nel 1891 con il titolo di XI baronetto.
Carmichael fu segretario di George Trevelyan e John Ramsay, XIII conte di Dalhousie, durante il periodo in cui furono segretari di stato per la Scozia; fu eletto alla Camera dei Comuni nelle liste dei liberali per il Midlothian nel 1895. Lanciato in politica dai suoi protettori Trevelyan e Dalhousie, fu nominato governatore di Victoria nel 1908 e detenne questa carica fino al 1911, quando gli succedette l'onorevole sir John Fuller. Come governatore di Victoria permise al premier sir Thomas Bent di sciogliere l'assemblea e indire nuove elezioni. Una commissione reale presieduta da Carmichael incominciò ad investigare nel 1909 sulle appropriazioni indebite di Bent, il quale venne destituito e John Murray venne nominato premier di Victoria.
Nel 1911 succedette a sir Arthur Lawley come governatore di Madras, fino al 1912; fu poi governatore del Bengala dal 1912 al 1917; fu creato cavaliere dell'ordine di San Michele e San Giorgio, dell'Ordine dell'Impero indiano e dell'ordine della Stella d'India; nel 1912 divenne barone Carmichael di Skirling, nella contea di Peebles.
Fu anche presidente della Scottish Board of Lunacy; dal 1920 al 1926 fu lord luogotenente del Peeblesshire; massone, fu gran maestro della Gran loggia di Scozia dal 1907 al 1909. Nel 1886 sposò Mary Helen Elizabeth Nugent, figlia del barone Albert Nugent; non avendo il matrimonio dato frutti, il titolo baronale passò a un cugino di Carmichael, Henry Thomas Gibson-Craig.